# Olympische Sommerspiele 2016/Radsport

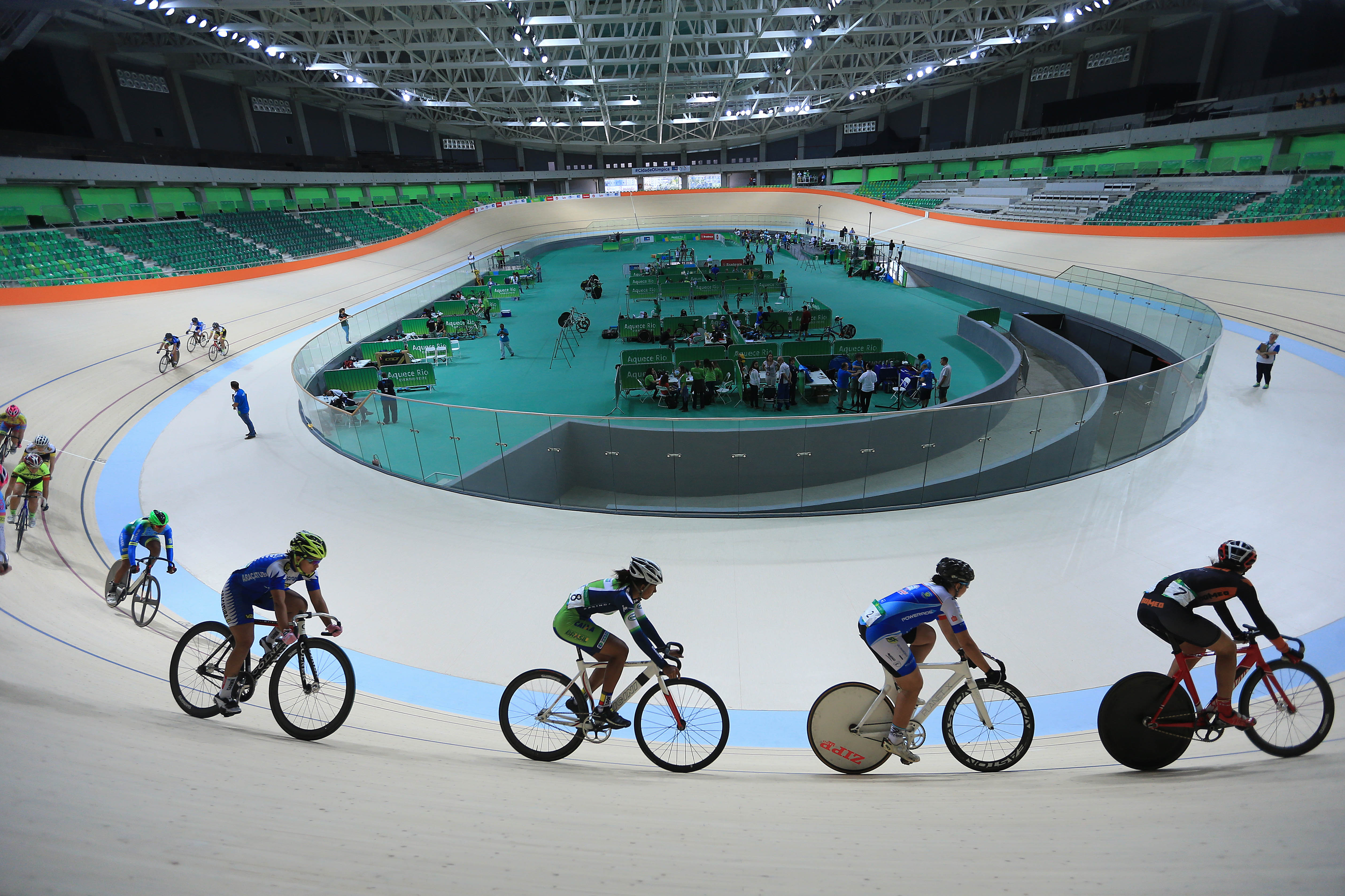
Erste Tests auf dem Velodrom

Bei den Olympischen Spielen 2016 in Rio de Janeiro standen insgesamt 18 Entscheidungen im Radsport auf dem Programm, jeweils neun für Frauen und für Männer.
Die Wettbewerbe auf der Straße, der Bahn, im BMX- und Mountainbikerennen fanden zwischen dem 6. und 21. August statt. Den Auftakt bildeten die Straßenrennen für Männer und Frauen am 6. und 7. August 2016. Mit den Rennen im Mountainbike-Cross Country am 20. und 21. August schloss das Radsportprogramm bei diesen Spielen ab.
Radsport gehört seit den ersten Olympischen Spielen der Neuzeit im Jahre 1896 zu den olympischen Disziplinen. Gegenüber den Spielen in London 2012 gibt es keine Veränderung im Wettbewerbsprogramm. Der Weltradsportverband Union Cycliste Internationale hatte 2013 beantragt, dass drei weitere Disziplinen – Punktefahren (auf der Bahn), BMX-Freestyle und ein Mountainbike-Ausscheidungsfahren – ausgetragen werden sollten, was das IOC jedoch ablehnte.
Ein für März 2016 geplanter Testwettbewerb im Bahnradsport im Rio Olympic Velodrome musste auf Ende April verschoben werden, da die Bahn nicht rechtzeitig fertiggestellt wurde. Während der Präsident des Weltradsportverbandes UCI, Brian Cookson, an dem Zustandekommen des neuen Termins zweifelte, zeigte er sich hingegen sicher, dass die Radrennbahn zu Beginn der olympischen Wettbewerbe bereit sei. Ende März wurde bekannt gegeben, dass der Testevent endgültig abgesagt werden musste.

## Wettkampfstätten
- Bahnradsport: Rio Olympic Velodrome im Barra Olympic Park (5000 Sitzplätze)
- Straßenradsport (Straßenrennen): Forte de Copacabana (5000 Sitzplätze, unlimitierte Stehplätze entlang der Strecke)
- Straßenradsport (Einzelzeitfahren): Pontal (5000 Sitzplätze, unlimitierte Stehplätze entlang der Strecke)
- BMX: Centro Olímpico de BMX im X-Park Deodoro (7500 Sitzplätze)
- Mountainbike: Centro Olímpico de Mountain Bike im X-Park Deodoro (5000 Sitzplätze, 20.000 Stehplätze)

## Wettbewerbe und Zeitplan
| Wettbewerbe und Zeitplan Radsport | Wettbewerbe und Zeitplan Radsport | Wettbewerbe und Zeitplan Radsport | Wettbewerbe und Zeitplan Radsport | Wettbewerbe und Zeitplan Radsport | Wettbewerbe und Zeitplan Radsport | Wettbewerbe und Zeitplan Radsport | Wettbewerbe und Zeitplan Radsport | Wettbewerbe und Zeitplan Radsport | Wettbewerbe und Zeitplan Radsport | Wettbewerbe und Zeitplan Radsport | Wettbewerbe und Zeitplan Radsport | Wettbewerbe und Zeitplan Radsport | Wettbewerbe und Zeitplan Radsport | Wettbewerbe und Zeitplan Radsport | Wettbewerbe und Zeitplan Radsport | Wettbewerbe und Zeitplan Radsport |
| Wettbewerbe                       | August                            | August                            | August                            | August                            | August                            | August                            | August                            | August                            | August                            | August                            | August                            | August                            | August                            | August                            | August                            | August                            |
| Bahnradsport                      | Bahnradsport                      | Bahnradsport                      | Bahnradsport                      | Bahnradsport                      | Bahnradsport                      | Bahnradsport                      | Bahnradsport                      | Bahnradsport                      | Bahnradsport                      | Bahnradsport                      | Bahnradsport                      | Bahnradsport                      | Bahnradsport                      | Bahnradsport                      | Bahnradsport                      | Bahnradsport                      |
| Frauen                            | 6.                                | 7.                                | 8.                                | 9.                                | 10.                               | 11.                               | 12.                               | 13.                               | 14.                               | 15.                               | 16.                               | 17.                               | 18.                               | 19.                               | 20.                               | 21.                               |
| --------------------------------- | --------------------------------- | --------------------------------- | --------------------------------- | --------------------------------- | --------------------------------- | --------------------------------- | --------------------------------- | --------------------------------- | --------------------------------- | --------------------------------- | --------------------------------- | --------------------------------- | --------------------------------- | --------------------------------- | --------------------------------- | --------------------------------- |
| Sprint                            |                                   |                                   |                                   |                                   |                                   |                                   |                                   |                                   |                                   |                                   |                                   |                                   |                                   |                                   |                                   |                                   |
| Teamsprint                        |                                   |                                   |                                   |                                   |                                   |                                   |                                   |                                   |                                   |                                   |                                   |                                   |                                   |                                   |                                   |                                   |
| Keirin                            |                                   |                                   |                                   |                                   |                                   |                                   |                                   |                                   |                                   |                                   |                                   |                                   |                                   |                                   |                                   |                                   |
| Mannschaftsverfolgung             |                                   |                                   |                                   |                                   |                                   |                                   |                                   |                                   |                                   |                                   |                                   |                                   |                                   |                                   |                                   |                                   |
| Omnium                            |                                   |                                   |                                   |                                   |                                   |                                   |                                   |                                   |                                   |                                   |                                   |                                   |                                   |                                   |                                   |                                   |
| Männer                            | 6.                                | 7.                                | 8.                                | 9.                                | 10.                               | 11.                               | 12.                               | 13.                               | 14.                               | 15.                               | 16.                               | 17.                               | 18.                               | 19.                               | 20.                               | 21.                               |
| Sprint                            |                                   |                                   |                                   |                                   |                                   |                                   |                                   |                                   |                                   |                                   |                                   |                                   |                                   |                                   |                                   |                                   |
| Teamsprint                        |                                   |                                   |                                   |                                   |                                   |                                   |                                   |                                   |                                   |                                   |                                   |                                   |                                   |                                   |                                   |                                   |
| Keirin                            |                                   |                                   |                                   |                                   |                                   |                                   |                                   |                                   |                                   |                                   |                                   |                                   |                                   |                                   |                                   |                                   |
| Mannschaftsverfolgung             |                                   |                                   |                                   |                                   |                                   |                                   |                                   |                                   |                                   |                                   |                                   |                                   |                                   |                                   |                                   |                                   |
| Omnium                            |                                   |                                   |                                   |                                   |                                   |                                   |                                   |                                   |                                   |                                   |                                   |                                   |                                   |                                   |                                   |                                   |
| Straßenradsport                   |                                   |                                   |                                   |                                   |                                   |                                   |                                   |                                   |                                   |                                   |                                   |                                   |                                   |                                   |                                   |                                   |
| Frauen                            | 6.                                | 7.                                | 8.                                | 9.                                | 10.                               | 11.                               | 12.                               | 13.                               | 14.                               | 15.                               | 16.                               | 17.                               | 18.                               | 19.                               | 20.                               | 21.                               |
| Straßenrennen                     |                                   |                                   |                                   |                                   |                                   |                                   |                                   |                                   |                                   |                                   |                                   |                                   |                                   |                                   |                                   |                                   |
| Einzelzeitfahren                  |                                   |                                   |                                   |                                   |                                   |                                   |                                   |                                   |                                   |                                   |                                   |                                   |                                   |                                   |                                   |                                   |
| Männer                            | 6.                                | 7.                                | 8.                                | 9.                                | 10.                               | 11.                               | 12.                               | 13.                               | 14.                               | 15.                               | 16.                               | 17.                               | 18.                               | 19.                               | 20.                               | 21.                               |
| Straßenrennen                     |                                   |                                   |                                   |                                   |                                   |                                   |                                   |                                   |                                   |                                   |                                   |                                   |                                   |                                   |                                   |                                   |
| Einzelzeitfahren                  |                                   |                                   |                                   |                                   |                                   |                                   |                                   |                                   |                                   |                                   |                                   |                                   |                                   |                                   |                                   |                                   |
| BMX                               |                                   |                                   |                                   |                                   |                                   |                                   |                                   |                                   |                                   |                                   |                                   |                                   |                                   |                                   |                                   |                                   |
| Frauen                            | 6.                                | 7.                                | 8.                                | 9.                                | 10.                               | 11.                               | 12.                               | 13.                               | 14.                               | 15.                               | 16.                               | 17.                               | 18.                               | 19.                               | 20.                               | 21.                               |
| Rennen                            |                                   |                                   |                                   |                                   |                                   |                                   |                                   |                                   |                                   |                                   |                                   |                                   |                                   |                                   |                                   |                                   |
| Männer                            | 6.                                | 7.                                | 8.                                | 9.                                | 10.                               | 11.                               | 12.                               | 13.                               | 14.                               | 15.                               | 16.                               | 17.                               | 18.                               | 19.                               | 20.                               | 21.                               |
| Rennen                            |                                   |                                   |                                   |                                   |                                   |                                   |                                   |                                   |                                   |                                   |                                   |                                   |                                   |                                   |                                   |                                   |
| Mountainbike                      |                                   |                                   |                                   |                                   |                                   |                                   |                                   |                                   |                                   |                                   |                                   |                                   |                                   |                                   |                                   |                                   |
| Frauen                            | 6.                                | 7.                                | 8.                                | 9.                                | 10.                               | 11.                               | 12.                               | 13.                               | 14.                               | 15.                               | 16.                               | 17.                               | 18.                               | 19.                               | 20.                               | 21.                               |
| Cross-Country                     |                                   |                                   |                                   |                                   |                                   |                                   |                                   |                                   |                                   |                                   |                                   |                                   |                                   |                                   |                                   |                                   |
| Männer                            | 6.                                | 7.                                | 8.                                | 9.                                | 10.                               | 11.                               | 12.                               | 13.                               | 14.                               | 15.                               | 16.                               | 17.                               | 18.                               | 19.                               | 20.                               | 21.                               |
| Cross-Country                     |                                   |                                   |                                   |                                   |                                   |                                   |                                   |                                   |                                   |                                   |                                   |                                   |                                   |                                   |                                   |                                   |

|  | Qualifikation/Ausscheidung |  | Finale |

## Bilanz

### Medaillenspiegel
| Platz | Land                | Gold | Silber | Bronze | Gesamt |
| ----- | ------------------- | ---- | ------ | ------ | ------ |
| 01    | Großbritannien      | 6    | 4      | 2      | 12     |
| 02    | Niederlande         | 2    | 3      | 1      | 6      |
| 03    | Vereinigte Staaten  | 2    | 3      | –      | 5      |
| 04    | Schweiz             | 2    | –      | –      | 2      |
| 05    | Schweden            | 1    | 1      | –      | 2      |
| 06    | Belgien             | 1    | –      | 1      | 2      |
| 06    | Deutschland         | 1    | –      | 1      | 2      |
| 06    | Italien             | 1    | –      | 1      | 2      |
| 06    | Kolumbien           | 1    | –      | 1      | 2      |
| 10    | Volksrepublik China | 1    | –      | –      | 1      |
| 11    | Russland            | –    | 2      | 1      | 3      |
| 12    | Dänemark            | –    | 1      | 2      | 3      |
| 13    | Australien          | –    | 1      | 1      | 2      |
| 13    | Polen               | –    | 1      | 1      | 2      |
| 15    | Neuseeland          | –    | 1      | –      | 1      |
| 15    | Tschechien          | –    | 1      | –      | 1      |
| 17    | Kanada              | –    | –      | 2      | 2      |
| 18    | Frankreich          | –    | –      | 1      | 1      |
| 18    | Malaysia            | –    | –      | 1      | 1      |
| 18    | Spanien             | –    | –      | 1      | 1      |
| 18    | Venezuela           | –    | –      | 1      | 1      |
| Total | Total               | 18   | 18     | 18     | 54     |

### Medaillengewinner
| Disziplin             | Gold                                                              | Silber                                                                    | Bronze                                                                           |
| --------------------- | ----------------------------------------------------------------- | ------------------------------------------------------------------------- | -------------------------------------------------------------------------------- |
| Straßenrennen         | Greg Van Avermaet                                                 | Jakob Fuglsang                                                            | Rafał Majka                                                                      |
| Einzelzeitfahren      | Fabian Cancellara                                                 | Tom Dumoulin                                                              | Chris Froome                                                                     |
| Sprint                | Jason Kenny                                                       | Callum Skinner                                                            | Denis Dmitrijew                                                                  |
| Teamsprint            | Großbritannien Philip Hindes Jason Kenny Callum Skinner           | Neuseeland Ethan Mitchell Sam Webster Edward Dawkins                      | Frankreich Grégory Baugé François Pervis Michaël D’Almeida                       |
| Keirin                | Jason Kenny                                                       | Matthijs Büchli                                                           | Azizulhasni Awang                                                                |
| Mannschaftsverfolgung | Großbritannien Ed Clancy Steven Burke Owain Doull Bradley Wiggins | Australien Alexander Edmondson Jack Bobridge Michael Hepburn Sam Welsford | Dänemark Lasse Norman Hansen Niklas Larsen Frederik Rodenberg Casper von Folsach |
| Omnium                | Elia Viviani                                                      | Mark Cavendish                                                            | Lasse Norman Hansen                                                              |
| Mountainbike          | Nino Schurter                                                     | Jaroslav Kulhavý                                                          | Carlos Coloma Nicolás                                                            |
| BMX-Rennen            | Connor Fields                                                     | Jelle van Gorkom                                                          | Carlos Ramírez                                                                   |

| Disziplin             | Gold                                                                          | Silber                                                                     | Bronze                                                                 |
| --------------------- | ----------------------------------------------------------------------------- | -------------------------------------------------------------------------- | ---------------------------------------------------------------------- |
| Straßenrennen         | Anna van der Breggen                                                          | Emma Johansson                                                             | Elisa Longo Borghini                                                   |
| Einzelzeitfahren      | Kristin Armstrong                                                             | Olga Sabelinskaja                                                          | Anna van der Breggen                                                   |
| Sprint                | Kristina Vogel                                                                | Rebecca James                                                              | Katy Marchant                                                          |
| Teamsprint            | China Gong Jinjie Zhong Tianshi                                               | Russland Darja Schmeljowa Anastassija Woinowa                              | Deutschland Kristina Vogel Miriam Welte                                |
| Keirin                | Elis Ligtlee                                                                  | Rebecca James                                                              | Anna Meares                                                            |
| Mannschaftsverfolgung | Großbritannien Katie Archibald Laura Trott Elinor Barker Joanna Rowsell-Shand | Vereinigte Staaten Sarah Hammer Kelly Catlin Chloe Dygert Jennifer Valente | Kanada Allison Beveridge Jasmin Glaesser Kirsti Lay Georgia Simmerling |
| Omnium                | Laura Trott                                                                   | Sarah Hammer                                                               | Jolien D’hoore                                                         |
| Mountainbike          | Jenny Rissveds                                                                | Maja Włoszczowska                                                          | Catharine Pendrel                                                      |
| BMX-Rennen            | Mariana Pajón                                                                 | Alise Post                                                                 | Stefany Hernández                                                      |

## Ergebnisse Männer

### Straße

#### Straßenrennen
| Platz | Land | Sportler           | Zeit (h)   |
| ----- | ---- | ------------------ | ---------- |
| 1     | BEL  | Greg Van Avermaet  | 6:10:05    |
| 2     | DEN  | Jakob Fuglsang     | + 0:00 min |
| 3     | POL  | Rafał Majka        | + 0:05 min |
| 4     | FRA  | Julian Alaphilippe | + 0:22 min |
| 5     | ESP  | Joaquim Rodríguez  | + 0:22 min |
| 6     | ITA  | Fabio Aru          | + 0:22 min |
| 7     | RSA  | Louis Meintjes     | + 0:22 min |
| 8     | KAZ  | Andrei Seiz        | + 0:25 min |
| 9     | EST  | Tanel Kangert      | + 1:47 min |
| 10    | POR  | Rui Costa          | + 2:29 min |

Datum: 6. August 2016

Streckenlänge: 237,5 km

In der letzten Runde des Rennens bildete sich eine Spitzengruppe mit Vincenzo Nibali, Sergio Henao und Rafał Majka. Auf der gefährlichen Abfahrt stürzten Nibali und Henao. Majka fuhr alleine weiter und wurde 1,5 Kilometer vor dem Ziel durch seine Verfolger Greg Van Avermaet und Jakob Fuglsang eingeholt, die in dieser Reihenfolge den Sprint für sich entschieden.

#### Einzelzeitfahren
| Platz | Land | Sportler             | Zeit          |
| ----- | ---- | -------------------- | ------------- |
| 1     | SUI  | Fabian Cancellara    | 1:12:15,42 h  |
| 2     | NED  | Tom Dumoulin         | + 47,41 s     |
| 3     | GBR  | Chris Froome         | + 1:02,12 min |
| 4     | ESP  | Jonathan Castroviejo | + 1:06,08 min |
| 5     | AUS  | Rohan Dennis         | + 1:10,24 min |
| 6     | POL  | Maciej Bodnar        | + 1:50,47 min |
| 7     | POR  | Nélson Oliveira      | + 1:59,85 min |
| 8     | ESP  | Ion Izagirre         | + 2:06,17 min |

Datum: 10. August 2016

Streckenlänge: 54,6 km

Zum Karriereende sicherte sich Fabian Cancellara seinen zweiten Zeitfahr-Olympiasieg nach 2008 in Peking. Zweiter wurde Tom Dumoulin, der sich am 22. Juli 2016 auf der 19. Etappe der Tour de France 2016 einen Handgelenkbruch zugezogen hatte. Rohan Dennis verlor nach einem Bruch des Lenkeraufsatzes nach 40 Kilometern des Rennens seinen Medaillenplatz an den Gewinner der Tour de France 2016 Chris Froome und wurde Fünfter.

### Bahn

#### Teamsprint
| Platz | Land | Sportler                                          | Zeit (s)        |
| ----- | ---- | ------------------------------------------------- | --------------- |
| 1     | GBR  | Philip Hindes Jason Kenny Callum Skinner          | 42,440 OR       |
| 2     | NZL  | Ethan Mitchell Sam Webster Edward Dawkins         | 42,542          |
| 3     | FRA  | Grégory Baugé François Pervis Michaël D’Almeida   | 43,143 (R.u.B.) |
| 4     | AUS  | Nathan Hart Matthew Glaetzer Patrick Constable    | 43,298 (R.u.B.) |
| 5     | GER  | René Enders Joachim Eilers Maximilian Levy        | 43,455 (1.R.)   |
| 6     | NED  | Nils van ’t Hoenderdaal Jeffrey Hoogland Theo Bos | 43,552 (1.R.)   |
| 7     | POL  | Rafał Sarnecki Damian Zieliński Krzysztof Maksel  | 43,555 (1.R.)   |
| 8     | VEN  | César Marcano Hersony Canelón Ángel Pulgar        | 43,964 (1.R.)   |

Datum: 11. August 2016

Streckenlänge: 750 Meter

Schon in der Qualifikation stellte das britische Trio aus Philip Hindes, Jason Kenny und Callum Skinner mit 42,562 Sekunden einen neuen olympischen Rekord auf. Diesen Rekord konnten die Sportler im Finale um Gold noch auf 42,440 Sekunden verbessern. Die deutschen Teamsprinter René Enders, Joachim Eilers und Maximilian Levy belegten Platz fünf, nachdem der ursprünglich nominierte Fahrer Max Niederlag erkrankt ausgefallen war und Levy an seiner statt fuhr.

#### Keirin
| Platz | Land | Sportler          |
| ----- | ---- | ----------------- |
| 1     | GBR  | Jason Kenny       |
| 2     | NED  | Matthijs Büchli   |
| 3     | MAS  | Azizulhasni Awang |
| 4     | GER  | Joachim Eilers    |
| 5     | COL  | Fabián Puerta     |
| 6     | POL  | Damian Zieliński  |
| 7     | NZL  | Sam Webster       |
| 8     | FRA  | Michaël D’Almeida |

Datum: 16. August 2016
Der Endlauf der sechs qualifizierten Fahrer war von Nervosität geprägt: Zweimal musste der Wettkampf abgebrochen werden, weil der Schrittmacher regelwidrig zu zeitig überholt wurde. Jedoch wurde keiner der Fahrer relegiert. Der Deutsche Joachim Eilers kam als Erster aus der letzten Runde, musste dann aber Jason Kenny, Matthijs Büchli und Azizulhasni Awang im finalen Sprint an sich vorbeiziehen lassen.

#### Mannschaftsverfolgung
| Platz | Land | Sportler                                                                | Zeit (min)  |
| ----- | ---- | ----------------------------------------------------------------------- | ----------- |
| 1     | GBR  | Ed Clancy Steven Burke Owain Doull Bradley Wiggins                      | 3:50,265 WR |
| 2     | AUS  | Alexander Edmondson Jack Bobridge Michael Hepburn Sam Welsford          | 3:51,008    |
| 3     | DEN  | Lasse Norman Hansen Niklas Larsen Frederik Rodenberg Casper von Folsach | 3:53,789    |
| 4     | NZL  | Pieter Bulling Aaron Gate Dylan Kennett Regan Gough                     | 3:56,753    |
| 5     | GER  | Theo Reinhardt Nils Schomber Kersten Thiele Domenic Weinstein           | 3:59,485 DR |
| 6     | ITA  | Simone Consonni Filippo Ganna Francesco Lamon Michele Scartezzini       | 4:02,360    |
| 7     | SUI  | Olivier Beer Silvan Dillier Théry Schir Cyrille Thièry                  | 4:01,786    |
| 8     | CHN  | Fan Yang Liu Hao Qin Chenlu Shen Pingan                                 | 4:03,687    |

Finale: 12. August 2016
Der britische Bahn-Vierer rund um Bradley Wiggins beherrschte diese Konkurrenz. Schon im Halbfinale stellten die Briten mit 3:50,570 Minuten einen neuen Weltrekord auf, den sie im Finale um Gold mit 3:50,265 Minuten nochmals verbesserten und so die australischen Weltmeister in dieser Disziplin schlugen. Für Wiggins war es die fünfte olympische Goldmedaille. Der deutsche Vierer belegte mit neuem deutschen Rekord Rang fünf und der Schweizer Rang sieben. Ein österreichischer Vierer war nicht am Start.

#### Sprint
| Platz | Land | Sportler          | Läufe (s)     |
| ----- | ---- | ----------------- | ------------- |
| 1     | GBR  | Jason Kenny       | 10,164 09,916 |
| 2     | GBR  | Callum Skinner    | +0,113 +0,086 |
| 3     | RUS  | Denis Dmitrijew   | 10,105 10,190 |
| 4     | AUS  | Matthew Glaetzer  | +0,072 +0,044 |
| 5     | GER  | Joachim Eilers    | 10,525        |
| 6     | CHN  | Xu Chao           | +0,036        |
| 7     | FRA  | Grégory Baugé     | + 0,153       |
| 8     | AUS  | Patrick Constable | + 0,215       |

Finale: 13. August 2016
Das Finale im Sprint wurde zwischen den beiden Landsleuten Jason Kenny und Callum Skinner ausgetragen. Kenny, der schon in der Qualifikation mit 9,551 Sekunden die schnelle Zeit vorgelegt hatte, siegte in zwei Läufen. Im kleinen Finale entschied der Russe Denis Dmitriev beide Läufe gegen Matthew Glaetzer für sich.

#### Omnium
| Platz | Land | Sportler            | Punkte |
| ----- | ---- | ------------------- | ------ |
| 1     | ITA  | Elia Viviani        | 207    |
| 2     | GBR  | Mark Cavendish      | 194    |
| 3     | DEN  | Lasse Norman Hansen | 192    |
| 4     | COL  | Fernando Gaviria    | 181    |
| 5     | FRA  | Thomas Boudat       | 172    |
| 6     | GER  | Roger Kluge         | 167    |
| 7     | AUS  | Glenn O’Shea        | 144    |
| 8     | NZL  | Dylan Kennett       | 143    |

Finale: 15. August 2016

Nach den ersten beiden Wettbewerben der insgesamt sechs lagen Roger Kluge sowie der Olympiasieger von 2012, Lasse Norman Hansen, auf den beiden vorderen Plätzen. Beim dritten Wettbewerb, dem Ausscheidungsfahren, schied Hansen als erster Rennfahrer aus und Kluge wenig später, so dass beide ihre Plätze einbüssten. Elia Viviani gewann das Ausscheidungsfahren, so dass er sich, ebenso wie Mark Cavendish, nach vorne schieben konnte. Sein abschließender Sieg im Punktefahren bescherte ihm auch den Gesamtsieg; Kluge gelang noch ein Rundengewinn, der ihm zwar 20 Punkte einbrachte, aber nicht für die Medaillenränge reichte. Cavendish, der im Punktefahren den Koreaner Park Sang-hoon zu Fall gebracht hatte, so dass dieser das Omnium nicht beenden konnte, errang Silber.

### BMX
| Platz | Land | Sportler         | Zeit (s) |
| ----- | ---- | ---------------- | -------- |
| 1     | USA  | Connor Fields    | 34,64    |
| 2     | NED  | Jelle van Gorkom | 35,31    |
| 3     | COL  | Carlos Ramírez   | 35,51    |
| 4     | USA  | Nicholas Long    | 35,52    |
| 5     | CAN  | Tory Nyhaug      | 35,67    |
| 6     | AUS  | Sam Willoughby   | 36,32    |
| 7     | NED  | Niek Kimmann     | 36,57    |
| 8     | AUS  | Anthony Dean     | DNF      |

Finale: 19. August 2016
Sieger wurde der US-der Amerikaner Connor Fields. Der deutsche Teilnehmer Luis Brethauer stürzte im Halbfinale und schied aus.

### Mountainbike
| Platz | Land | Sportler          | Zeit (h) |
| ----- | ---- | ----------------- | -------- |
| 1     | SUI  | Nino Schurter     | 1:33,28  |
| 2     | CZE  | Jaroslav Kulhavý  | 1:34,18  |
| 3     | ESP  | Carlos Coloma     | 1:34,51  |
| 4     | FRA  | Maxime Marotte    | 1:35,01  |
| 5     | COL  | Jhonnatan Botero  | 1:35,44  |
| 6     | SUI  | Mathias Flückiger | 1:35,52  |
| 7     | ITA  | Luca Braidot      | 1:36,25  |
| 8     | FRA  | Julien Absalon    | 1:36,43  |

Datum: 21. August 2016
Sieger des Rennens wurde der 30-jährige Schweizer Nino Schurter. Der slowakische Straßenweltmeister von 2015, Peter Sagan, belegte nach einem Defekt und einer Überrundung Rang 35. Der ebenfalls von einem Defekt betroffene Deutsche Manuel Fumic wurde mit 4:11 Minuten Rückstand 13.

## Ergebnisse Frauen

### Straße

#### Straßenrennen
| Platz | Land | Sportler               | Zeit (h)   |
| ----- | ---- | ---------------------- | ---------- |
| 1     | NED  | Anna van der Breggen   | 3:57:27    |
| 2     | SWE  | Emma Johansson         | + 0:00 min |
| 3     | ITA  | Elisa Longo Borghini   | + 0:00 min |
| 4     | USA  | Mara Abbott            | + 0:04 min |
| 5     | GBR  | Elizabeth Armitstead   | + 0:20 min |
| 6     | POL  | Katarzyna Niewiadoma   | + 0:20 min |
| 7     | BRA  | Flavia Oliveira        | + 0:20 min |
| 8     | SUI  | Jolanda Neff           | + 0:20 min |
| 9     | NED  | Marianne Vos           | + 1:16 min |
| 10    | RSA  | Ashleigh Moolman-Pasio | + 1:16 min |

Datum: 7. August 2016

Streckenlänge: 136,9 km

Am letzten Anstieg setzen sich Mara Abbott und Annemiek van Vleuten aus einer vierköpfigen Spitzengruppe mit Anna van der Breggen und Elisa Longo Borghini ab. Auf der Abfahrt distanzierte Van Vleuten Abbott zunächst, stürzte dann aber schwer. Abbott wurde 200 Meter vor dem Ziel von van der Breggen, Longo Borghini und Emma Johansson eingeholt. Van der Breggen siegte im Sprint.

#### Einzelzeitfahren
| Platz | Land | Sportler             | Zeit         |
| ----- | ---- | -------------------- | ------------ |
| 1     | USA  | Kristin Armstrong    | 44:26,42 min |
| 2     | RUS  | Olga Sabelinskaja    | + 05,55 s    |
| 3     | NED  | Anna van der Breggen | + 11,38 s    |
| 4     | NED  | Ellen van Dijk       | + 22,32 s    |
| 5     | ITA  | Elisa Longo Borghini | + 25,52 s    |
| 6     | AUS  | Linda Villumsen      | + 28,29 s    |
| 7     | USA  | Tara Whitten         | + 34,74 s    |
| 8     | GER  | Lisa Brennauer       | + 56,20 s    |

Datum: 10. August 2016

Streckenlänge: 29,9 km

Auf regennasser Straße gewann Kristin Armstrong zum dritten Mal in Folge die olympische Goldmedaille im Einzelzeitfahren. Armstrong die bereits nach der ersten Zwischenzeit Nasenbluten hatte, führte ihren Sieg auch auf ihr Zeitfahrtraining unter Regenbedingungen zurück. Zweite wurde Olga Sabelinskaja, die wegen eines bereits geahndeten Dopingvergehens zunächst keine Starterlaubnis erhielt. Dritte wurde die Siegerin des Straßenrennens Anna van der Breggen vor Ellen van Dijk, die durch einen Sturz Zeit verlor.

### Bahn

#### Teamsprint
| Platz | Land | Sportler                             | Zeit (s) |
| ----- | ---- | ------------------------------------ | -------- |
| 1     | CHN  | Gong Jinjie Zhong Tianshi            | 32,107 s |
| 2     | RUS  | Darja Schmeljowa Anastassija Woinowa | 32,401 s |
| 3     | GER  | Kristina Vogel Miriam Welte          | 32,636 s |
| 4     | AUS  | Anna Meares Stephanie Morton         | 32,658 s |
| 5     | NED  | Elis Ligtlee Laurine van Riessen     | 32,792 s |
| 6     | FRA  | Sandie Clair Virginie Cueff          | 33,517 s |
| 7     | ESP  | Tania Calvo Helena Casas             | 33,531 s |
| 8     | CAN  | Kate O’Brien Monique Sullivan        | 33,584 s |

Datum: 12. August 2016
In der zweiten Runde des Wettbewerbs fuhren die beiden chinesischen Sportlerinnen Gong Jinjie und Zhong Tianshi mit 31,928 Sekunden einen neuen Weltrekord. Somit qualifizierten sie sich für das Finale um Gold gegen das russische Duo Darja Schmeljowa und Anastassija Woinowa, das sie gewannen. Gong Jinjie hatte vier Jahre zuvor, bei den Olympischen Spielen in London, zu der chinesischen Mannschaft gehört, die wegen eines Wechselfehlers ihre Goldmedaille an die beiden deutschen Fahrerinnen Miriam Welte und Kristina Vogel verloren hatte. Die beide Deutschen fuhren in der Qualifikation die drittbeste Zeit und bestätigten ihre Leistung mit einer abschließenden Bronzemedaille.

#### Keirin
| Platz | Land | Sportler            |
| ----- | ---- | ------------------- |
| 1     | NED  | Elis Ligtlee        |
| 2     | GBR  | Rebecca James       |
| 3     | AUS  | Anna Meares         |
| 4     | RUS  | Anastassija Woinowa |
| 5     | UKR  | Ljubow Bassowa      |
| 6     | GER  | Kristina Vogel      |
| 7     | HKG  | Lee Wai-sze         |
| 8     | KOR  | Lee Hye-jin         |

Datum: 13. August 2016
Als Favoritin für das Finale der besten sechs Fahrerinnen galt Kristina Vogel, die im Frühjahr 2016 bei den Weltmeisterschaften in London ihren zweiten Titel in dieser Disziplin geholt hatte. Rund zwei Runden vor Schluss ging die niederländische Europameisterin Elis Ligtlee nach vorne, Vogel konnte sich lange auf Platz zwei halten. Im Endsprint wurde sie jedoch von den anderen Fahrerinnen auf den letzten und sechsten Platz des Finales verwiesen. Ligtlee ist die erste Niederländerin, die eine Goldmedaille im Keirin bei Olympischen Spielen oder Weltmeisterschaften gewann.
Für Aufsehen sorgte eine Sturzsituation in einem der Qualifikationsläufe: Die Spanierin Tania Calvo stürzte, und die Französin Virginie Cueff musste eine Welle fahren. Die Niederländerin Laurine van Riessen wurde dabei von Cueff abgedrängt, und sie wich aus, indem sie die Bande der Radrennbahn aufrecht und in akrobatischer Manier befuhr, um dann auf die Bahn zurückzukehren.

#### Mannschaftsverfolgung
| Platz | Land | Sportler                                                                                | Zeit (min)  |
| ----- | ---- | --------------------------------------------------------------------------------------- | ----------- |
| 1     | GBR  | Katie Archibald Laura Trott Elinor Barker Joanna Rowsell-Shand                          | 4:10,236 WR |
| 2     | USA  | Sarah Hammer Kelly Catlin Chloe Dygert Jennifer Valente                                 | 4:12,454    |
| 3     | CAN  | Allison Beveridge Jasmin Glaesser Kirsti Lay Georgia Simmerling                         | 4:14,627    |
| 4     | NZL  | Lauren Ellis Racquel Sheath Rushlee Buchanan Jaime Nielsen                              | 4:18,459    |
| 5     | AUS  | Georgia Baker Annette Edmondson Ashlee Ankudinoff Amy Cure                              | 4:21,232    |
| 6     | ITA  | Beatrice Bartelloni Tatiana Guderzo Francesca Pattaro Silvia Valsecchi Simona Frapporti | 4:28,368    |
| 7     | CHN  | Huang Dong-yan Jing Yali Ma Menglu Zao Baofang                                          |             |
| 8     |      | (Die Mannschaft von Polen wurde in der Runde zuvor disqualifiziert.)                    |             |

Finale: 13. August 2016
Die im Vorfeld als Favoriten gehandelten Britinnen wurden ihrer Rolle gerecht: In der Qualifikation stellten sie mit 4:13,26 Minuten einen neuen Weltrekord, der zwar in der ersten Runde vom US-amerikanischen Vierer unterboten wurde, um dann aber erneut in derselben Runde von den Britinnen unterboten zu werden. Im Finale gegen die USA verbesserten Katie Archibald, Laura Trott, Elinor Barker und Joanna Rowsell-Shand ihre Bestzeit erneut, so dass der neue Rekord eine Verbesserung um mehr als drei Sekunden auf 4:10,236 Minuten bedeutete.

#### Sprint
| Platz | Land | Sportler            | Läufe (s) |
| ----- | ---- | ------------------- | --------- |
| 1     | GER  | Kristina Vogel      |           |
| 2     | GBR  | Rebecca James       |           |
| 3     | GBR  | Katy Marchant       |           |
| 4     | NED  | Elis Ligtlee        |           |
| 5     | CHN  | Zhong Tianshi       |           |
| 6     | HKG  | Lee Wai-sze         |           |
| 7     | LTU  | Simona Krupeckaitė  |           |
| 8     | RUS  | Anastassija Woinowa |           |

Finale: 16. August 2016
In der Qualifikation über 200 Meter mit fliegendem Start stellte die Britin Rebecca James mit 10,721 Sekunden einen neuen Olympischen Rekord auf, ihre Landsmännin Katy Marchant belegte Platz zwei. Marchant und James kämpften sich bis in die Halbfinals vor, wo Marchant von Kristina Vogel besiegt wurde und James gegen die Olympiasiegerin im Keirin, Elis Ligtlee, siegreich blieb. Vogel konnte das Finale um Gold in zwei Läufen gegen James für sich entscheiden, wenn auch unter spektakulären Umständen: Den zweiten Lauf gewann sie, obwohl sich im entscheidenden Zielsprint beim sogenannten „Tigersprung“ ihr Sattel vom Fahrrad gelöst hatte und nach der Ziellinie auf die Bahn gefallen war. Marchant verwies Ligtlee in zwei Läufen auf Platz vier.

#### Omnium
| Platz | Land | Sportler          | Punkte |
| ----- | ---- | ----------------- | ------ |
| 1     | GBR  | Laura Trott       | 230    |
| 2     | USA  | Sarah Hammer      | 206    |
| 3     | BEL  | Jolien D’hoore    | 199    |
| 4     | NZL  | Lauren Ellis      | 189    |
| 5     | DEN  | Amalie Dideriksen | 189    |
| 6     | NED  | Kirsten Wild      | 183    |
| 7     | CUB  | Marlies Mejías    | 173    |
| 8     | AUS  | Annette Edmondson | 168    |

Finale: 16. August 2016
Die Titelverteidigerin Laura Trott wurde Zweite im Scratchrennen und gewann anschließend die Einerverfolgung und das Ausscheidungsrennen. Am zweiten Wettkampftag gewann sie das Zeitfahren und die 200 Meter fliegend, bevor sie im abschließenden Punktefahren ihre Führung souverän verteidigte.

### BMX
| Platz | Land | Sportler             | Zeit        |
| ----- | ---- | -------------------- | ----------- |
| 1     | COL  | Mariana Pajón        | 034,09 s    |
| 2     | USA  | Alise Post           | 034,43 s    |
| 3     | VEN  | Stefany Hernández    | 034,75 s    |
| 4     | USA  | Brooke Crain         | 035,52 s    |
| 5     | RUS  | Jaroslawa Bondarenko | 036,01 s    |
| 6     | BEL  | Elke Vanhoof         | 039,53 s    |
| 7     | NED  | Laura Smulders       | 1:52,32 min |
| 8     | FRA  | Manon Valentino      | 2:41,10 min |

Finale: 19. August 2016
Die Titelverteidigern Mariana Pajon siegte im Finale deutlich.

### Mountainbike
| Platz | Land | Sportler          | Zeit (h)   |
| ----- | ---- | ----------------- | ---------- |
| 1     | SWE  | Jenny Rissveds    | 1:30,15    |
| 2     | POL  | Maja Włoszczowska | + 37 s     |
| 3     | CAN  | Catharine Pendrel | + 1:26 min |
| 4     | CAN  | Emily Batty       | + 1:28 min |
| 5     | CZE  | Kateřina Nash     | + 2:10 min |
| 6     | SUI  | Jolanda Neff      | + 2:28 min |
| 7     | USA  | Lea Davison       | + 3:12 min |
| 8     | SUI  | Linda Indergand   | + 3:12 min |

Datum: 20. August 2016
Das Rennen war vom Zweikampf zwischen der schwedischen U23-Weltmeisterin Jenny Rissveds und der 32-jährigen Polin Maja Włoszczowska geprägt. Die entschiedene Attacke gelang Rissveds in der letzten von sechs Runden. Die Titelverteidigerin Sabine Spitz startete trotz einer Knieinfektion, war aber aufgrund dieses Handicaps chancenlos und belegte Platz 19.

## Aufgebote

### Deutschland
Der Bund Deutscher Radfahrer qualifizierte sich für vier Quotenplätze im Straßenrennen und zwei für das Einzelzeitfahren der Männer. Die beiden Plätze für das Einzelzeitfahren werden mit Sportlern des Straßenrennens besetzt. Die deutschen Bahnradsportler haben sich für alle 14 möglichen Quotenplätze in den 10 Disziplinen qualifiziert, darunter jeweils sieben bei den Männern und den Frauen. Aufgeteilt sind diese auf jeweils eine Teamsprint- und eine Verfolger-Mannschaft, einen Sportler im Omnium sowie jeweils zwei im Sprint und Keirin. Die Nominierung der Athletinnen und Athleten für die deutsche Olympiamannschaft Rio 2016 findet zu den offiziellen Nominierungsterminen des DOSB am 31. Mai, 28. Juni und 12. Juli 2016 statt.
Bahnradsport (16 Athleten – 7 Frauen / 8 Männer; 3 Ersatzsportler)
- Ausdauer Frauen (Mannschaftsverfolgung, Omnium): Charlotte Becker, Anna Knauer, Mieke Kröger, Stephanie Pohl, Gudrun Stock. Ersatzfahrerin: Lisa Klein
- Ausdauer Männer (Mannschaftsverfolgung, Omnium): Henning Bommel, Roger Kluge, Nils Schomber, Kersten Thiele, Domenic Weinstein. Ersatzfahrer: Theo Reinhardt
- Kurzzeit Frauen (Sprint, Teamsprint, Keirin): Kristina Vogel, Miriam Welte. Ersatzfahrerin: Emma Hinze
- Kurzzeit Männer (Sprint, Keirin, Teamsprint): Joachim Eilers, René Enders, Max Niederlag

Straßenradsport (8 Athleten – 4 Frauen / 4 Männer)
- Frauen: Lisa Brennauer, Romy Kasper, Claudia Lichtenberg, Trixi Worrack
- Männer: Tony Martin, Emanuel Buchmann, Simon Geschke, Maximilian Levy[28]

Mountainbike (4 Athleten – 2 Frauen / 2 Männer)
- Frauen: Helen Grobert, Sabine Spitz
- Männer: Manuel Fumic, Moritz Milatz

BMX (2 Athleten – 1 Frau / 1 Mann; 1 Ersatzsportler)
- Frauen: Nadja Pries
- Männer: Luis Brethauer. Ersatzfahrer: Julian Schmidt

### Österreich
Straßenradsport (3 Athleten – 1 Frau / 2 Männer)
- Frauen: Martina Ritter
- Männer: Georg Preidler, Stefan Denifl

Mountainbike (1 Athlet – 1 Mann)
- Männer: Alexander Gehbauer

### Schweiz
Bahnradsport (5 Athleten – 5 Männer)
- Männer: Stefan Küng,[29] Silvan Dillier, Frank Pasche, Théry Schir, Gaël Suter, Olivier Beer

Straßenradsport (5 Athleten – 1 Frau / 4 Männer)
- Frauen: Jolanda Neff
- Manner: Michael Albasini, Fabian Cancellara, Steve Morabito, Sébastien Reichenbach

Mountainbike (5 Athleten – 2 Frauen / 3 Männer)
- Frauen: Linda Indergand, Jolanda Neff
- Männer: Mathias Flückiger, Lars Forster, Nino Schurter

BMX (1 Athlet – 1 Mann)
- Männer: David Graf